# Tototzinapan
Tototzinapan är en ort i Mexiko.   Den ligger i kommunen Tetela de Ocampo och delstaten Puebla, i den sydöstra delen av landet, 150 km öster om huvudstaden Mexico City. Tototzinapan ligger 1 941 meter över havet och antalet invånare är 353.
Terrängen runt Tototzinapan är kuperad åt sydost, men åt nordväst är den bergig. Runt Tototzinapan är det ganska tätbefolkat, med 75 invånare per kvadratkilometer. Närmaste större samhälle är Zacapoaxtla, 16,9 km öster om Tototzinapan. I omgivningarna runt Tototzinapan växer huvudsakligen savannskog.